# Leber-Plan
Als Leber-Plan (offiziell Programm zur Gesundung des deutschen Verkehrswesens oder vereinfacht auch Verkehrspolitisches Programm für die Jahre 1968 bis 1972) wird umgangssprachlich ein am 22. September 1967 vom damaligen Bundesverkehrsminister Georg Leber (SPD) vorgestelltes verkehrspolitisches Grundsatzprogramm für die Bundesrepublik Deutschland bezeichnet.

## Hintergrund
Nach eigenen Angaben habe Leber in den neun Monaten zwischen seinem Amtsantritt und der Veröffentlichung des Grundsatzprogramms zunächst ergründet, in welcher Lage sich das deutsche Verkehrswesen befinde, anschließend mögliche Lösungen entwickelt und mit wesentlichen Gruppen vertieft diskutiert und schließlich sondiert, ob eine deutsche Verkehrspolitik auch mit europäischer Verkehrspolitik synchronisiert werden könne. Schließlich habe die 14 Tage vor der Veröffentlichung vorgelegte mittelfristige Finanzplanung des Bundes abgewartet werden müssen.
Im Straßenverkehr stieg die Zahl der Personenwagen von 4 Millionen (im Jahr 1960) auf 10,3 Millionen (Ende 1966) an. Für das Jahr 1980 wurden 20 Millionen Pkw erwartet, eine Zahl, die mit tatsächlich 23 Millionen deutlich überschritten wurde. 1966 wurden im deutschen Straßenverkehr 16.800 Menschen tödlich verletzt. 423.000 Menschen wurden leicht bis schwer verletzt; die volkswirtschaftlichen Schäden wurden auf 7 Milliarden DM geschätzt. Im Straßenbau wurden zwischen 1950 und 1966 88 Milliarden DM investiert. Mit Ausnahme der Vereinigten Staaten seien um 1967 in keinem anderen Land der Welt mehr Straßen gebaut worden.
Handlungsbedarf bei der Deutschen Bundesbahn habe sich ergeben, nachdem das Unternehmen ab etwa 1960 kein ausgeglichenes Betriebsergebnis mehr aufwies und 1967 schließlich drei Milliarden DM an öffentlichen Zuschüssen benötigte. 2000 Menschen seien allein mit der Instandhaltung von mehreren zehntausend abgestellten Güterwagen beschäftigt gewesen.
Die Binnenschifffahrt war nach Ansicht Lebers von ausgesprochenen Überkapazitäten geprägt gewesen. Vielfach seien gerade einmal die Treibstoffkosten erlöst worden.
Die Seehäfen hätten unter starker Wettbewerbsverzerrung von Konkurrenten, unter anderem der in Nachbarstaaten unüblichen Mineralölsteuer für Schiffstreibstoff gelitten. Daneben hätten auch natürliche Gegebenheiten die deutschen Seehäfen unattraktiv gemacht.
In der Luftfahrt habe die Deutsche Lufthansa bis 1965 Defizite erwirtschaftet. Ein 1966 erstmals erwirtschafteter Bilanzgewinn von 42 Millionen DM sei im Angesicht von notwendigen Milliardeninvestitionen für die aufkommenden Großraumflugzeuge zu niedrig. Auch die Flughäfen hätten sich für diese neue Flugzeuggeneration rüsten müssen.

## Ziele
Angesichts stetig steigender Belastung des bundesdeutschen Straßennetzes verfolgte Leber den Plan, das Wachstum des Straßenverkehrs zu dämpfen und gleichzeitig nicht ausgelastete Kapazitäten der Eisenbahn zu nutzen. Der Straßenbau blieb dabei ein Kernstück seiner Politik.
Als Ziele, die binnen fünf Jahren erreicht werden sollten, formulierte er:
- Der Verkehr sollte die Nachfrage der Bevölkerung nach Verkehrsleistungen zu angemessenen Preisen sicherstellen.[2]
- Alle Verkehrsträger sollten wirtschaftlich eigenständig agieren und ohne öffentliche Hilfe und ohne Defizitausgleich im Wettbewerb der Verkehrsträger stehen.[2]
- Im freien Wettbewerb der Verkehrsträger sollte es zu einer Aufgabenteilung kommen, die den natürlichen Bedingungen und Leistungsfähigkeiten der einzelnen Verkehrsträger Rechnung tragen sollte.[2]
- Auf eine gute und moderne Bedienung der Fläche sollte Wert gelegt werden.[2]
- Das Zusammenwirken der einzelnen Verkehrsträger im kombinierten Verkehr sollte sichergestellt werden.[2]
- Das Verkehrsnetz sollte auf den zukünftigen Bedarf ausgerichtet werden. Entsprechend sollte die Straßenbauleistung auf hohem Niveau fortgeführt werden.[2]
- Die Verkehrssicherheit sollte durch erzieherische, technische, gesetzgeberische und administrative Maßnahmen verbessert werden.[2]

## Maßnahmen (Auszug)
Die meisten Maßnahmen waren im Straßenverkehr vorgesehen. So sollten die Kontingente des gewerblichen Güterverkehrs nicht ausgeweitet werden und Kraftfahrzeuge mit einer Nutzlast von weniger als 4000 kg von der Beförderungssteuer befreit werden. Darüber hinaus sollten 3 bis 5 Pfennig Beförderungssteuer je Tonnenkilometer im Werkfernverkehr sowie 1 Pfennig je Tonnenkilometer im gewerblichen Güterfernverkehr erhoben werden. Bestimmte Massen- und Schwerguttransporte sollten ab 1. Juli 1970 vorübergehend verboten und das entsprechende Genehmigungskontingent verringert werden. Anreize zum verstärkten Einsatz kleinerer Fahrzeuge sollten beseitigt und das Konzessionssystem entsprechend in einer Weise angepasst werden, dass keine Kapazitätserhöhung eintreten würde. Die Mindestmotorleistung sollte von 6 auf 8 PS je Tonne angehoben werden und Maßnahmen zur Verminderung der Luftverunreinigung sowie zur Geräuschminderung bei Kraftfahrzeugen erhoben werden. Nicht zuletzt sollte eine europäische Straßenverkehrsordnung erlassen werden.
Die Bundesregierung sollte sich weiterhin für eine Zwischenlösung des Wegekostenproblems bei der Binnenschifffahrt und dem Straßenverkehr einsetzen.
Das Defizit der Deutschen Bundesbahn sollte beseitigt werden. Der Bund sollte im Wesentlichen nur noch für betriebsfremde und politische Lasten aufkommen. Das Unternehmen sollte 82.000 Bedienstete einsparen. Der Personenverkehr der DB sollte gestärkt werden. Insbesondere sollte der Komfort der Reisezüge gesteigert und Verkehrsverbünde in den Ballungsräumen geschaffen werden. Gleichzeitig sollten insgesamt 6500 km verkehrsschwache Strecken ganz oder teilweise stillgelegt werden; für Zonenrandgebiete war dabei ein Genehmigungsverfahren vorgesehen.
Die Eisenbahn sollte das Rückgrat des Binnengüterverkehrs bleiben. Im Stückgutverkehr der Bahn sollten nur noch 1000 Stückgutbahnhöfe bedient werden, gleichzeitig aber der kombinierte Verkehr mit über 550 Umschlagbahnhöfen ausgedehnt werden. Der Bau von Gleisanschlüssen sollte finanziell gefördert werden. Für Industriegleisanschlüsse waren zunächst 250 Millionen DM vorgesehen. Aufgrund großer Nachfrage wurde dieses Budget bis 1970 auf 1,7 Milliarden DM angehoben. Bis 1970 waren mehrere hundert neue Anschlussgleise genehmigt worden. Sie sollten bis 1974 fertiggestellt werden.
Im Flugverkehr sollten die Bundesbeteiligungen am Bau und Ausbau von Flughäfen auf die Flughäfen Berlin-Tempelhof und Tegel, Frankfurt am Main, Hamburg-Kaltenkirchen, Köln-Bonn und München 2 begrenzt werden. Der Markt sollte liberalisiert, die Wirtschaftlichkeit der Lufthansa gleichzeitig sichergestellt werden. Ebenfalls angedeutet wurde die Einführung des Prinzips der Flugwegekosten.
Bei der Binnenschifffahrt sollte eine langfristig wirkende Kapazitätsregelung eingeführt werden, unter Umständen unter Regulierung des Neubaus von Binnenschiffen. Mittelständische Schifffahrtsunternehmen sollten sich z. B. zu Genossenschaften zusammenschließen und das Recht erhalten, sich wie Reeder zu betätigen. Die Beförderungsentgelte sollten durch verschiedene Maßnahmen stabilisiert werden. Im Seeverkehr sollte die Liberalisierung vorangetrieben, Wettbewerbsverzerrungen zum Nachteil deutscher Seehäfen beseitigt und die Sicherheit erhöht werden.
Weitere Maßnahmen waren zur Verknüpfung der Verkehrsträger vorgesehen. So sollte der kombinierte Verkehr unter anderem durch die Konzentration des Großcontainertransports auf der Schiene und eine steuerliche Begünstigung des Huckepackverkehrs gestärkt werden. Schließlich sollte auch der Werkfernverkehr zum Huckepackverkehr zugelassen werden. Das Personenbeförderungsgesetz sollte novelliert und Regionalkonzessionen eingeführt werden. Damit sollte der Personenverkehr in der Fläche verbessert werden. Eine engere Zusammenarbeit zwischen Bundesbahn und Bundespost im Omnibusverkehr wurde angestrebt.
Ein Bundesverkehrswegeprogramm für Schiene, Straße, Wasserstraße und Luftverkehr sollte aufgestellt werden, um unter anderem Verdichtungsräume, Industriezentren und Häfen besser zu verbinden und die Verkehrswege in Ballungsräumen zu entlasten. Die Verkehrsverhältnisse in Gemeinden sollten im Rahmen eines von Bund und Ländern gemeinsam aufzustellenden Mehrjahresprogramms verbessert werde.

## Geschichte
Mit den so genannten Verkehrsänderungsgesetzen von 1961 wurde der Verkehr in der Bundesrepublik Deutschland liberalisiert.
Nach seinem Amtsantritt versprach der neue Verkehrsminister Georg Leber Ende 1966, eine Gesamtkonzeption für die Verkehrspolitik entwickeln zu wollen. Er ließ dazu zunächst eine Bestandsaufnahme der Probleme in seinem Haus anfertigen. Darauf aufbauend gab er Interessenvertretern Gelegenheit zur Stellungnahme. Das Ministerium fertigte anschließend intern ein Bild zur Zukunft des deutschen Verkehrswesens. Die daraus abgeleiteten Maßnahmen waren zunächst nur einem kleinen Personenkreis bekannt. Die geplanten Maßnahmen wurden dabei zunächst hinter verschlossenen Türen mit anderen Ministerien diskutiert. Bereits im Vorfeld der Veröffentlichung wurde über mögliche Inhalte des Plans spekuliert. Der bereits eingeweihte Bundeskanzler Kiesinger bezeichnete das Programm als eine „großzügige Neuordnung des Verkehrs“, während Leber mehrfach betonte, dass es „Tränen bei allen Betroffenen“ geben werde.
Das Programm wurde im Oktober 1967 öffentlich bekannt gemacht. Es wurde damit gerechnet, dass die Diskussionen darüber die deutsche Innenpolitik über die folgenden Monate prägen würde.
Leber zeigte sich im Frühjahr 1968 bedrückt über die durch sein Grundsatzprogramm entstandenen Spannungen in der Regierungskoalition und dem massiven Widerstand, der ihm im Parlament entgegengebracht wurde. So habe noch kein Bundestagsausschuss mit Einzelberatungen seiner Vorlage begonnen. Durch diesen Stillstand konnte unter anderem der ab 1. Januar 1968 beförderungssteuerfreie Werkfernverkehr um 20 Prozent günstiger transportieren als im Vorjahr. Bundeskanzler Kiesinger kritisierte diesen Stillstand in seiner Rede zur zweiten Lesung des Bundeshaushalts 1968 am 2. April 1968. Weder der Leber-Plan noch ein alternativer Plan des CDU-Verkehrspolitikers Ernst Müller-Hermann hatten im Parlament eine Mehrheit. Wiederholt wurde die Befürchtung geäußert, Leber könnte aufgrund des CDU/CSU-Widerstands gegen sein verkehrspolitisches Programm zurücktreten. Am 4. April 1968 ersuchte der Deutsche Bundestag die Bundesregierung, das im Leber-Plan geforderte Bundesverkehrswegeprogramm vorzulegen. Daraus ging mit dem Bundesverkehrswegeplan 1973 der erste Bundesverkehrswegeplan hervor.
Für intensive Diskussionen sorgten dagegen geplante Transportverbot im Straßengüterfernverkehr für 48 Gütergruppen und die erneute Einführung einer Beförderungssteuer im Straßengüterverkehr. Am 25. Juni 1968 einigten sich die Koalitionsparteien darauf, an Stelle der zunächst im Leber-Plan vorgesehenen „Verbotsliste“ für die marktorientierte Verlagerung von Verkehr von der Straße auf die Schiene jährlich rund 250 Millionen DM zur Verfügung zu stellen. Derartige Verbote waren bereits unter Bundesverkehrsminister Seebohm abgelehnt worden.
Im weiteren Verlauf konzentrierte sich die Kritik an dem geplanten Beförderungssteuergesetz. Güterverkehrsunternehmen und Spitzenorganisationen der Wirtschaft kämpften erbittert gegen diese Besteuerung. Zwischenzeitlich waren zahlreiche regionale und sektorale Ausnahmeregelungen geplant, für die sich insbesondere die CSU eingesetzt hatte, bevor diese durch einen Koalitionsbeschluss auf die Zonenrandgebiete, die Frachthilfegebiete und Berlin beschränkt wurden; sektoral blieben einzelne Güter ausgenommen. Das erwartete Aufkommen aus dem zum 1. Januar 1969 in Kraft getretenen Beförderungssteuergesetz betrug letztlich rund 370 Millionen DM jährlich. Ohne Ausnahmeregelungen wäre das Aufkommen bei rund 470 Millionen DM gelegen.
Ende 1968 wurde das Programm gebilligt und beschlossen. Laut Angaben Lebers seien 80 Prozent des Inhalts des Programms unstrittig gewesen, während über den Rest gerungen worden sei. Damit wurde auch eine Beförderungssteuer beschlossen, die in eine an den Wegekosten orientierte Straßenbenutzungsgebühr überführt werden sollte. Das im Zuge der Entscheidung novellierte Bundesbahngesetz sollte noch 1969 umfassend geändert und an eine noch zu entwickelnde Unternehmenskonzeption für die Zeit nach 1972 vorbereitet werden. Ebenfalls 1969 sollten umfassende Reformen des Binnenschiff- und Lkw-Verkehrs eingeleitet werden. Vorbereitungen zur Restrukturierung der Bundesbahn seien bereits weit gediehen gewesen.
Bereits zwischen Bekanntgabe und Beschluss des Programms seien nach Angaben Lebers mehr unwirtschaftliche Eisenbahnstrecken stillgelegt worden als in allen Jahren zuvor.
Zum 1. Januar 1969 hatte sich die Staatsbahn bereit erklärt, ehemals auf einer Verbotsliste stehende Güter im kombinierten Verkehr Umschlagbahnhöfen zu befördern. Der Gesamtbeförderungspreis sollte dabei nicht über dem Reichskraftwagentarif liegen, um einen wirtschaftlichen Nachteil abseits des Schienennetzes liegenden Versender und Empfänger benachteiligt worden werden.
In seiner Regierungserklärung vom 28. Oktober 1969 erläuterte der neue Bundeskanzler Willy Brandt ausführliche Absichten für die Verkehrspolitik der 6. Legislaturperiode (1969–1973). Lebers Grundsatzprogramm sollte demnach fortgeführt und weiterentwickelt werden.